# Calyptranthes mammosa
Calyptranthes mammosa är en myrtenväxtart som beskrevs av Cyrus Longworth Lundell. Calyptranthes mammosa ingår i släktet Calyptranthes och familjen myrtenväxter.
Artens utbredningsområde är Guatemala. Inga underarter finns listade i Catalogue of Life.